# Landschaftssee Allacher Lohe
Der Landschaftssee Allacher Lohe, regional üblicherweise Ludwigsfelder See oder bisweilen auch Hundesee genannt, ist ein künstlich angelegter, etwa 5,5 Hektar großer Baggersee an der Südostecke der Allacher Lohe im Münchner Bezirksteil Ludwigsfeld auf einer Höhe von 499 m ü. NN.
Südlich wird er in seiner vollen Länge vom Rangierbahnhof Nord begrenzt, östlich von der Bundesstraße 304, die dort Dachauer Straße heißt.

## Geschichte
Für den Bau des angrenzenden Rangierbahnhofes und der Gleiskörper wurden in den 1990er Jahren große Mengen von Kies benötigt. Diese konnten vor Ort im Tagebau aus den anstehenden nacheiszeitlichen Vorkommen des Dachauer Mooses gewonnen werden. Der See wurde in der hierdurch entstandenen Kiesgrube als Betriebs- und Löschwassersee für den Rangierbahnhof angelegt.
Gespeist wird der See aus Niederschlägen, anstehendem Grundwasser und vom Hartmannshofer Bach (auch Bächl genannt), Abfluss ist das Schwabenbächl.

## Schutzgebiete

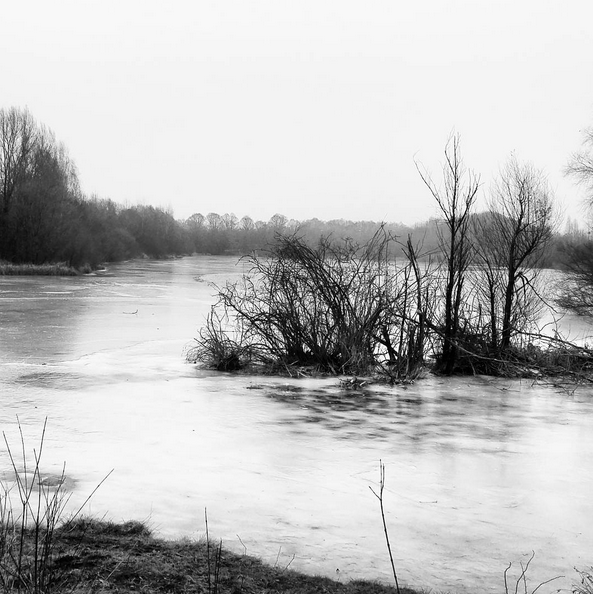
Landschaftssee Allacher Lohe im Winter

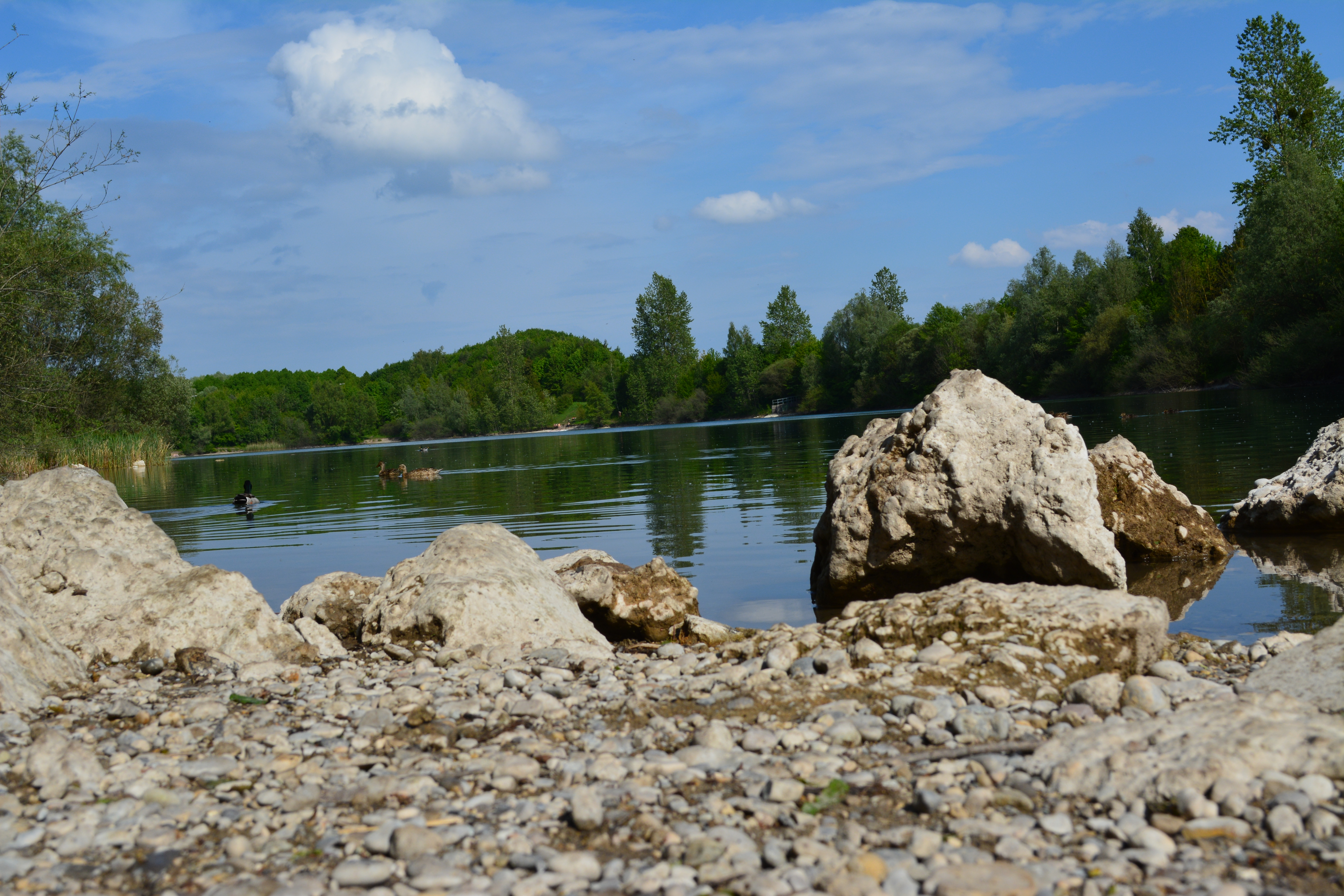
Anstehender Kies und Stockenten

Der See ist als ein Teil des Allacher Forstes zusammen mit der Angerlohe als Fauna-Flora-Habitat-Gebiet (FFH-Gebiet Nr. 7734-302) ausgewiesen und liegt im Naturschutzgebiet Allacher Lohe (NSG-00573.01, WDPA ID: 318087).
Im See herrscht Badeverbot (auch für Hunde), um als Sekundärbiotop eine ungestörte Entwicklung der Uferbereiche sowie der für Amphibien wichtigen Flachwasserbereiche und für bodenbrütende wasserliebende Vogelarten zu gewährleisten. Hunde müssen angeleint sein und die Wege dürfen nicht verlassen werden, andernfalls droht eine hohe Geldstrafe (Naturschutzgesetz). De facto wird das Badeverbot am abgesperrten Nordufer streng eingehalten, das frei zugängliche Süd- (und West- und Ost-)ufer wird dagegen gerne zum Baden genutzt, von Mensch und Hund.
Das westliche Ufer des Sees grenzt an ein etwa 4,5 ha großes und als Bodendenkmal (D-1-7734-0101) geschütztes urnenfelderzeitliches Gräberfeld an.
Der See ist ein Teil des Münchner Grüngürtels.